# Goniothalamus tenasserimensis
Goniothalamus tenasserimensis este o specie de plante din genul Goniothalamus, familia Annonaceae, descrisă de Kalipada Biswas. Conform Catalogue of Life specia Goniothalamus tenasserimensis nu are subspecii cunoscute.